# Kan Bahlam I.

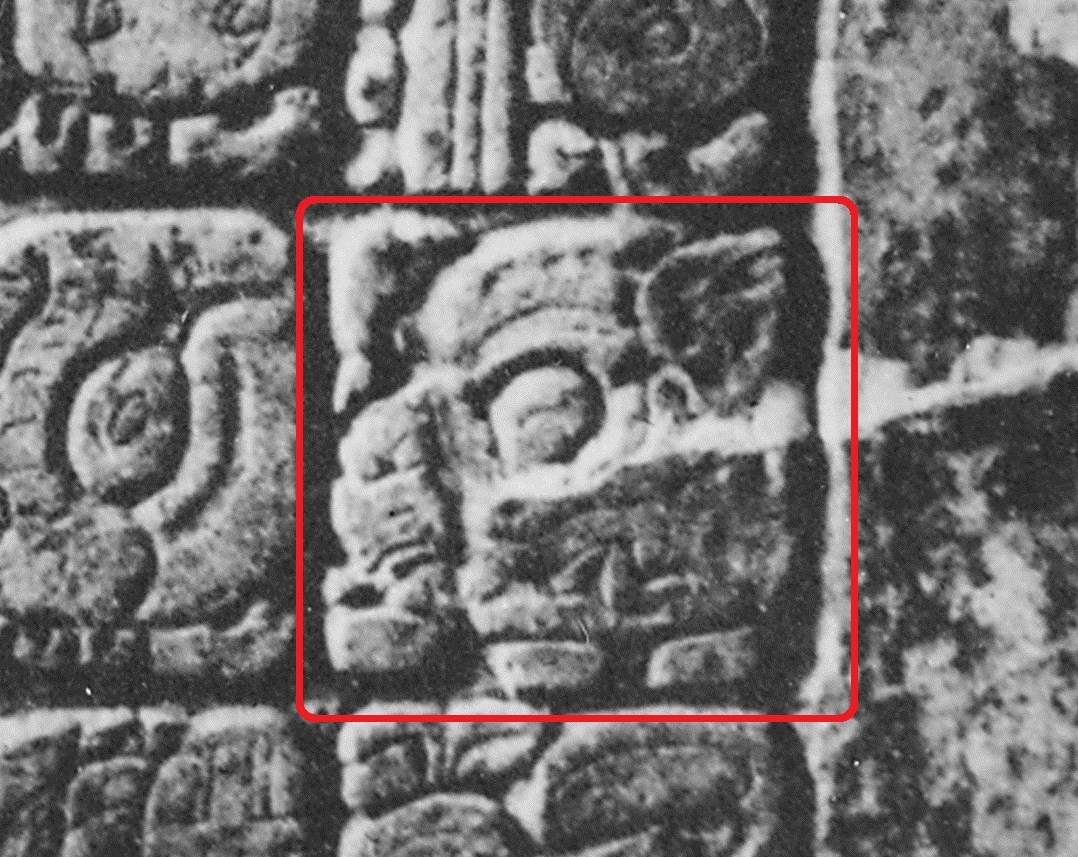
Name von Kan Balam I. auf einer Inschrift im Tempel des Kreuzes in Palenque

Umzeichnung der Namensnennung

Kan Bahlam I. (* 18. September 524; † 1. Februar 583) war ein Herrscher (Ajaw) der Maya-Stadt Palenque. Er regierte vom 6. April 572 bis zu seinem Tod. Er war der erste Herrscher von Palenque, der seinem Namen die mit dem Sonnengott verbundene Bezeichnung k'inich („strahlend“) hinzufügte.

## Herkunft und Familie
Kan Bahlam I. wurde am 18. September 524 (Lange Zählung 9.4.10.1.5, Kalenderrunde 11 Chikchan 13 Ch'en) geboren. Da er nur ein Jahr nach seinem Amtsvorgänger Ahkal Mo’ Nahb II. geboren wurde, wird allgemein davon ausgegangen, dass dieser sein Bruder war. Das familiäre Verhältnis zu seiner Nachfolgerin Yohl Ik’nal ist unklar.

## Regierungszeit
Ahkal Mo' Nahb II. starb am 21. Juli 570 (9.6.16.10.7, 9 Manik' 5 Yaxk'in). Kan Bahlam I. bestieg den Thron aber erst knapp zwei Jahre später am 6. April 572 (9.6.18.5.12 10 Eb 0 Wo). Aus einer Inschrift aus dem Tempel der Inschriften in Palenque geht hervor, dass unter seiner Herrschaft Feierlichkeiten zum Ende zweier Kalenderperioden stattfanden: Am 3. Dezember 573 (9.7.0.0.0) und am 7. November 578 (9.7.5.0.0). Weitere Ereignisse aus seiner Regierungszeit sind nicht bekannt. Er starb am 11. Februar 583 (9.7.9.5.5 11 Chikchan 3 K'ayab) offenbar ohne einen männlichen Erben zu hinterlassen. Am 23. Dezember 583 bestieg Yohl Ik'nal als erste Frau den Thron von Palenque.